# Pulau Rondo
Pulau Rondo är en ö i Indonesien.   Den ligger i provinsen Aceh, i den västra delen av landet, 1 900 km nordväst om huvudstaden Jakarta. Arean är 0,55 kvadratkilometer.
Terrängen på Pulau Rondo är kuperad. Öns högsta punkt är 131 meter över havet. Den sträcker sig 0,7 kilometer i nord-sydlig riktning, och 1,0 kilometer i öst-västlig riktning.